# 澥浦镇
澥浦镇，是中国浙江省宁波市镇海区的一个建制镇。东北靠灰鳖洋，南面与蛟川街道相接，西面与九龙湖镇相连，西南与骆驼街道接壤，北面与慈溪市龙山镇相接。总面积25.44平方公里，人口3.42万，街道办事处位于兴建西路28号。

## 名称来源
澥浦得名于古泄洪道澥浦。澥浦作为镇名来源于1077年。

## 下辖
目前，澥浦镇辖有汇源社区1个社区。辖有余严、澥浦、沿山、觉渡、庙戴、十七房、湾塘、岚山共8个行政村。

## 交通
329国道从慈溪市自北向南穿过澥浦镇。

## 工业
宁波化工区位于澥浦镇和蛟川街道。中国大陆第一个国家战略石油储备基地——镇海国家石油储备基地位于澥浦镇。

## 旅游
清代建筑郑氏十七房是澥浦镇最重要的旅游景点。该建筑结合了南北民居的特色，也是宁波商帮最早的发源地之一。